# Đoàn Văn Bắc
Đoàn Văn Bắc (sinh ngày 30 tháng 3 năm 1966) là kiểm sát viên cao cấp Việt Nam. Ông hiện giữ chức vụ Viện trưởng Viện kiểm sát nhân dân tỉnh Bình Phước.

## Xuất thân và giáo dục
Đoàn Văn Bắc sinh ngày 30 tháng 3 năm 1966, người dân tộc Kinh, không theo tôn giáo nào. Ông có quê quán ở xã Gia Lương, huyện Gia Lộc, tỉnh Hải Dương.
Ông hoàn thành giáo dục bậc phổ thông hệ 10 năm (10/10).
Ông có bằng Cử nhân Luật và Cử nhân Hành chính, Cao cấp lí luận chính trị Đảng Cộng sản Việt Nam.

## Sự nghiệp
Đoàn Văn Bắc là đảng viên Đảng Cộng sản Việt Nam. Ông gia nhập Đảng Cộng sản Việt Nam vào ngày 26 tháng 7 năm 1991, thành đảng viên chính thức ngày 26 tháng 7 năm 1992.
Tháng 5 năm 2013, Đoàn Văn Bắc là Phó Viện trưởng Viện kiểm sát nhân dân tỉnh Bình Phước.
Tháng 5 năm 2016, Đoàn Văn Bắc ứng cử Đại biểu Hội đồng nhân dân tỉnh Bình Phước nhiệm kì 2016-2021.
Từ ngày 15 tháng 8 năm 2017, Đoàn Văn Bắc, Kiểm sát viên trung cấp, Phó Viện trưởng phụ trách Viện kiểm sát nhân dân tỉnh Bình Phước được Viện trưởng Viện kiểm sát nhân dân tối cao Việt Nam bổ nhiệm giữ chức vụ Viện trưởng Viện kiểm sát nhân dân tỉnh Bình Phước nhiệm kì 5 năm theo quyết định số 39/QĐ-VKSTC ngày 11/8/2017.
Sáng ngày 19 tháng 10 năm 2017, Đoàn Văn Bắc được trao quyết định bổ nhiệm chức danh kiểm sát viên cao cấp.